# Europahaus Burgenland
Das Europahaus Burgenland ist eine Bildungs- und Begegnungsstätte im Burgenland, Österreich. Es versteht sich als Atelier für kosmopolitische Theorie, Praxis und Poesie. Zu seinen Einrichtungen und Aktivitäten gehören eine Kosmopolitische Bibliothek; ein Kosmopolitischer Garten; die Durchführung internationaler Konferenzen; eine Forschung zu Lebenswerk und politischen Weisheiten des Zweiten UN-Generalsekretärs Dag Hammarskjöld (1905–1961); Maßnahmen europa- und entwicklungspolitischer Information, Bildung und Beratung; die Herausgabe eines Magazins WELT(GE)WISSEN sowie die "Polis Pannonia", eine imaginierte politische Region, die das Burgenland und die angrenzende westungarische Region zusammenfasst. Träger ist ein Verein mit 130 Mitgliedern (2015), die meisten Aktivitäten werden aus öffentlichen Mitteln, teilweise aus EU-Programmen finanziert.

## Gründung / Organisation
Das Europahaus Burgenland wurde als Europahaus Eisenstadt im September 1966 gegründet. Die Initiative kam aus dem europapolitischen Engagement des Präsidenten der Österreichischen Jungarbeiterbewegung, Bruno Buchwieser junior, der sich dabei am Europahaus Marienberg, dem Stammhaus der Europahäuser, orientierte. Im Jahre 1997 erfolgte die Umbenennung in Europahaus Burgenland, verbunden mit einer Statutenänderung, die die Vertretung der Burgenländischen Landespolitik in den Gremien des Europahauses beendete. Das Europahaus Burgenland bemüht sich um eine Kultur der Dissidenz in bewusster Distanzierung von der Burgenländischen Landespolitik und arbeitet seit 2015 an einem Austritt aus dem Burgenland der Landespolitik, der durch einen internationalen Beirat unterstützt und gestaltet wird.

## Vorstand
Funktionsperiode 2018–2020:
- Edith Axmann-Spielberger, Lackenbach (Vorsitzende)
- Karin-Annette Fricke, Erlangen, Deutschland
- Peter Winkler, Eisenstadt
- Veronika Stegbauer, Wien
- Gabi Weber-Grasl, Schattendorf
- Birgit Prochazka, Trausdorf

## Beirat
Aufgabe des Beirates ist es, den Vorstand zu beraten. 

Funktionsperiode 2015–2018 Mitglieder:
- Dax Wolfgang, Vorsitzender, Güssing
- Schwarz Karl, Stellvertreter, Wien
- Bittner Franz, Wien
- Čarnogurský Jan, Bratislava, SK
- Csaplovics Elmar, Dresden, DE
- Dalos György, Berlin, DE
- Evers Tilman, Köln, DE
- Fritsch-Oppermann Sybille, Goslar, DE
- Gross Andreas, St. Ursanne, CH
- Höll Otmar, Wien
- Kneucker Raoul, Wien
- Koch Manfred, Eisenstadt
- Melber Henning, Uppsala, SE
- Pfeistlinger Wilhelm, Brüssel, BE
- Prosl Christian, Wien
- Tutzer Franz, Bozen, IT
- Vielhaber Christian, Wien
- Weber Gerlind, Wien
- Zavrl Irena, Eisenstadt
- Zumdick Wolfgang, Aachen, DE

## Entwicklung / Einrichtungen / Aktivitäten
Das Europahaus Burgenland erhielt seine wesentliche Prägung durch die Pionierarbeit des Friedensforschers Karl Kumpfmüller, der es in den Jahren 1977–1985 leitete. Durch ihn wurde das Europahaus zu einer entwicklungspolitischen Regionalstelle im Burgenland und zur Koordinationsstelle der Burgenländischen Friedensbewegung. Unter seiner Leitung wurden Entwicklungen auf den Weg gebracht und – nach Zusammenbrüchen infolge von Konfrontationen mit der Landespolitik – wieder neue Anläufe genommen. Durch seine und die Initiativen seiner Nachfolger sind Innovationen aus dem Europahaus hervorgegangen bzw. durch das Europahaus maßgeblich mitgetragen worden:

### Dritte Welt
Entwicklungshilfeprojekte und Gründung des Österreichischen Informationsdienstes für Entwicklungspolitik (ÖIE), heute: Südwind-Agentur. Das Europahaus ist seit den 1970er Jahren eine Regionalstelle für entwicklungspolitische Information, Bildung und Beratung – in dieser Funktion auch die Regionalstelle Burgenland der Südwind-Agentur.

### Friedensbewegung
Gründung der Burgenländischen Friedensbewegung und des Friedensinstituts in Schlaining im Südburgenland.

### Menschen- und Bürgerrechte
Bildungs- und Vernetzungsarbeit zu Menschen- und Bürgerrechten in Verbindung mit Dissidenten der angrenzenden ehemaligen Ostblock-Länder.

### Klimabündnis
Koordination der Initiative zum Beitritt des Burgenlandes, der 1993 durch einstimmigen Beschluss des Landtages erfolgte.

### Lehrerbildung
Langjährige Seminarreihen im Bereich Lehrerbildung zu „Europa im Unterricht“ und Globales Lernen.

### Bosnische Bibliothek
Eine mobile Bibliothek und Veranstaltungen zur Betreuung von Flüchtlingen aus dem Bürgerkrieg im damaligen Jugoslawien und Information über die Hintergründe in den 1990er-Jahren.

### „Kunst für das Europahaus“
aus einer Solidaritätsaktion hervorgegangene Kooperation mit zahlreichen Künstlern, die sich in gemeinsam konzipierten Ausstellungen und Installationen zeigt. Zentraler Ort dieser Zusammenarbeit ist die werkstätte für kunst im leben in Müllendorf geworden.

### Kosmopolitische Bibliothek
eine Fachbibliothek mit aktuell (2015) ca. 5000 Titeln im Status einer Öffentlichen Bücherei und als solche auch Mitglied im Büchereiverband Österreichs (BVÖ). Die Bibliothek ist im elektronischen Verbund entwicklungspolitischer Bibliotheken "Bibliotheca 2000". 

### Kosmopolitischer Garten
im Jahr 2012 auf 22.000 m² angelegt. Für gärtnerische und künstlerische Projekte zur Gestaltung weltbürgerlicher Ideen. Die Pädagogische Hochschule Burgenland betreibt auf dem Gelände einen Schulgarten. 

### Welt(ge)wissen
Das Magazin welt(ge)wissen erscheint derzeit zweimal jährlich in einer Auflage von 3000 Exemplaren. Es dokumentiert die Aktivitäten des Europahauses und veröffentlicht Artikel mit grundsätzlichen Überlegungen zu Bildung des Politischen bzw. Antipolitischen im Bezug zur Europäischen Integration und zu globalen Fragen.

### Polis Pannonia
umfasst die Suche nach modernen Perspektiven für ein politisches Leben in Pannonien, das direkter, sachlicher und transnationaler konzipiert wird. Dazu wird eruiert, welche realistischen und utopischen Perspektiven die Direkte Demokratie in Pannonien hat; wie grenzüberschreitende Bürger- und Bildungsinitiativen gefördert werden können; welche Positionen politische Repräsentanten sowie von Bürger- und Bildungsinitiativen dazu haben. 

### Dag Hammarskjöld-Forschung
Die Forschung untersucht das Lebenswerk und politische Weisheiten des Zweiten UN-Generalsekretärs im Hinblick auf ihre Relevanz für Global Citizenship Education. Die Forschung erfolgt in Kooperation mit der Social Sculpture Research Unit an der Oxford Brookes University als eine künstlerische Arbeit nach der Idee der Sozialen Plastik. Wo möglich werden die Aktivitäten des Europahauses mit dem Forschungsprozess verknüpft bzw. Erkenntnisse der Forschung und Ideen der sozialen Gestaltung fließen in die Arbeit des Europahauses.

### Internationale Begegnungen
erfolgen durch regelmäßig stattfindende Konferenzen, Lernpartnerschaften und Studienreisen. Diese Maßnahmen wurden insbesondere im Rahmen von EU-Programmen durchgeführt.

## Leitung
- Karl Kumpfmüller 1977–1985
- Marijana Grandits 1985–1988
- Hans Göttel 1990–2015

Im Jahr 2015 wurde die Leitung neu organisiert -
- Helga Kuzmits, Geschäftsleiterin seit März 2015
- Hans Göttel, Studienleiter seit März 2015